# Gustav Denhardt
Pour les articles homonymes, voir Denhardt.
Gustav Denhardt, né le 16 juin 1856 à Zeitz et mort le 17 juillet 1917, est un explorateur prussien de l'Afrique orientale. Il voyageait avec son frère, Clemens Denhardt (1852-1929).

## Biographie
Les frères Denhardt avec le médecin Gustav Adolf Fischer explorèrent en 1878 la région du fleuve Tana et la côte de la Corne de l'Afrique afin d'évaluer les possibilités de commerce pour l'Empire allemand. Ensuite, ils retournent en Allemagne et fondent en 1882 un « comité Tana » (Tanakomitee) pour y lever des fonds.
Ils retournent à Zanzibar en 1884 et effectuent une deuxième expédition au début de l'année 1885 où ils explorent le sultanat de Witu en partant de l'île Lamu et négocient un traité avec le sultan qui n'avait pas abouti dix-huit ans plus tôt avec Richard Brenner. Les droits d'une partie de ce territoire sont transférés à l'Empire britannique en 1890 par le traité Heligoland-Zanzibar. Les frères Denhardt reçoivent une indemnisation de 150 000 marks-or.
Entretemps Clemens Denhardt rentre en Allemagne et Gustav reste à Lamu où il fonde une plantation à proximité. Il effectue plusieurs expéditions à partir de 1887 à l'intérieur du pays.
Il est enterré au cimetière Saint-Jean de Zeitz (Johannes-Friedhof). Une plaque rappelle son souvenir dans sa ville natale.
Les récits de voyage des frères Denhardt sont publiés dans les Mitteilungen der Geographischen Gesellschaft in Hamburg (1876–1877 et 1878–1879), Petermanns Mitteilungen (1881, avec carte),  Zeitschrift der Gesellschaft für Erdkunde zu Berlin (1884) et le Deutsche Kolonialzeitung (1886).